# Altaargong
De altaargong is een gong op een voetstuk die geslagen dient te worden met een houten hamer. De hamerkop bestaat meestal uit een zachter materiaal om een dempend geluid voort te brengen.
De term gong moet niet te letterlijk genomen worden. Het geluid dat de altaargong voortbrengt, gelijkt meer op een kerkklok dan op een gebruikelijke gong.
De altaargong voor liturgisch gebruik kan variëren van één tot drie gongs. Meestal op elkaar afgestemd tot een akkoord.
De altaargong kan in de katholieke mis worden gebruikt om de heilige handelingen aan te kondigen. Meestal op dezelfde momenten als wanneer de altaarschel of carillon wordt gebruikt. In sommige kerken wordt zowel de altaargong als de altaarschel gebruikt.
In veel Nederlandse kerken is na de tweede beeldenstorm de altaargong in onbruik geraakt, net als de altaarschellen.
Er zijn kerken waar de altaargong verhuisd is naar de sacristie om te fungeren als sacristiebel.